# 北海道コカ・コーラボトリング
北海道コカ・コーラボトリング株式会社（ほっかいどうコカコーラボトリング、英: Hokkaido Coca-Cola Bottling Co,Ltd.）は、北海道を販売地域とするコカ・コーラのボトラーである。大日本印刷グループ。当初は北海道でのボトラー経営について雪印乳業（現雪印メグミルク）などが有力視されていたが、最終的に紙コップ納入等で実績のあった大日本印刷に落ち着いた。
本社は北海道札幌市清田区にある。

## 沿革
- 1963年（昭和38年）
  - 1月 - 東京都新宿区の大日本印刷本社内に北海道飲料株式会社を設立。3月に本店を札幌市に移転。
  - 9月 - 北海道飲料株式会社から北海道コカ・コーラボトリングに商号を変更。
  - 12月 - 札幌市清田（豊平区を経て、現在の清田区）8-2に本店を移転。
  - 本社工場竣工。操業開始。
- 1966年（昭和41年）12月 - 単年度で黒字達成。翌年には累積赤字も解消。
- 1969年（昭和44年）4月 - 帯広工場竣工。操業開始。
- 1971年（昭和46年）8月 - エルムウォーター株式会社設立。
- 1972年（昭和47年）
  - 2月 - コカ・コーラ350ml缶発売。
  - 6月 - 全国に先駆け、新ロゴマークを採用したファンタオレンジ・グレープ500mlびん発売。
  - 11月 - 本社工場に350ml缶ライン設置。自社生産開始。
- 1973年（昭和48年）8月 - 株式を東京証券取引所市場第2部および札幌証券取引所に上場。
- 1974年（昭和49年）10月 - エルムフーズ株式会社設立。
- 1976年（昭和51年）4月 - ジョージアマイルドコーヒー発売。
- 1977年（昭和52年）6月 - 本社工場第四ラインをリットル兼用設備に改造。コカ・コーラ1リットルサイズ発売。
- 1979年（昭和54年）11月 - 旭川工場竣工。操業開始。
- 1982年（昭和57年）2月 - コカ・コーラ、ファンタ、スプライトの250mlポケットサイズ缶発売。
- 1983年（昭和58年）6月 - 本社工場第二ラインをコーヒー生産設備に改造。
- 1988年（昭和63年）10月 - 本社新社屋ビル竣工。
- 1996年（平成8年）12月 - 旭川工場を廃止し生産ラインを本社工場に統合。
- 2001年（平成13年）6月 - 紙パック製品(プリパック)の販売を開始。
- 2003年（平成15年）1月 - 本社工場に無菌充填ラインを増設。
- 2004年（平成16年）12月 - 帯広工場を廃止し生産ラインを本社工場に統合。
- 2005年（平成17年）3月 - 札幌工場に無菌充填マルチPETラインを増設。
- 2013年（平成25年） - 会社創立50周年。

## 工場
- 札幌工場（HSA→HS） - 北海道札幌市清田区

元々は本社工場と呼ばれており、帯広工場閉鎖に伴うライン集約で現在の名前になった。稼働を停止していたガラス壜製品及び紙パック製品生産用の設備は2009年（平成21年）末に撤去。現在は缶とPET製品の製造に特化している。2012年に設置された無菌充填マルチPETラインは炭酸飲料、果汁飲料、茶飲料を同じラインで製造が可能。なおびん製品、およびベジータベータ（末期は1LのPET製品のみ存在）はそれぞれ、みちのくコカ・コーラボトリング秋田工場に2015年12月まで生産を委託していた。白旗山を水源とする地下水を製造に使用する。
- 帯広工場（O→HOB）（廃止）

1969年（昭和44年）開設。レギュラーサイズ・ホームサイズ兼用の第一ライン及びレギュラーサイズ専用の第二ラインを有したが、1986年（昭和61年）に第二ラインを缶ラインに変更。その後は主にコカ・コーラ、アクエリアス、ジョージアコーヒー等の缶製品を生産していたが、2004年（平成16年）をもって生産を停止し札幌工場にラインを集約し閉鎖。
- 旭川工場（A）（廃止）

当初の予定では1973年（昭和48年）～1974年（昭和49年）開設の予定であったが、オイルショックの影響で1979年（昭和54年）にずれ込む。びんライン一つでスタートし、炭酸以外に札幌の本社工場で対応できないHI-Cサンフィル製品も生産。1984年（昭和59年）には大日本印刷の開発した紙製のCP缶製品製造ラインを設置。その後PETボトル製品やワンウェイ壜製品にも対応するが、生産拠点の集約化の流れを受け1996年（平成8年）閉鎖。
※工場名の後ろの英数字は製造所固有記号

## 関連会社
- 北海道サービス株式会社
- 幸楽輸送株式会社
- 北海道ベンディング株式会社
- 北海道コカ・コーラプロダクツ株式会社

## 提供番組

### 現在
- JNNニュース（TBS・HBCテレビ、火曜日11:48 - 11:55のローカルニュース枠で提供。北海道ローカル。2021年4月6日放送分から白絨毯のカラー表示。）
- 気分上昇ワイド ナルミッツ!!!（HBCラジオ、月曜日10時台前半の「ジョージア・気分上昇!リクエスト」で提供。）
- KAT'S IN THE MORNING（FM NORTH WAVE、7:42頃の「WEATHER INFORMATION」で提供。）

### 過去
- JNNニュースの森（TBS・HBCテレビ、平日の全国ネット枠後半のローカルスポンサー枠で提供。曜日は不明。北海道ローカル）
- JNNイブニング・ニュース（TBS・HBCテレビ、平日の番組前半のローカルスポンサー枠で提供。曜日は不明。北海道ローカル）
- HBCニュース（HBCテレビ、1980年代初めまで日曜日18:50- 18:55枠⇒17:50- 17:55のローカルニュース枠で提供。北海道ローカル。）
- HTBニュース（北海道テレビ放送、1980年代頃に水曜日20:54 - 21:00枠で、同業者の札幌酒精工業と共に提供していた。）
- オハヨー!ほっかいどう（STVラジオ、1990年代頃に7:45頃の「越智正典のスポーツエッセイ」で提供。）
- STVアタックナイター（STVラジオ、1980年代 - 90年代頃に金・土・日曜日枠で提供。）
- Coke Teens Club ヤビーのいけいけHot wave（HBCラジオ）
- 山ちゃん美香の朝ドキッ!（HBCラジオ、10時台前半の「ジョージア・朝ドキッ!リクエスト」で提供。）
- Sparkle Sparkler（AIR-G'、月曜日14時台後半枠で提供。）